# Tristan Maya
Pour les articles homonymes, voir Maya.
Tristan Maya, nom de plume de Jean Maton, né à Arnay-le-Duc (Côte-d'Or) le 4 juin 1926, et mort le 27 août 2000 à Chagny (Saône-et-Loire), est un écrivain français, poète, romancier, critique littéraire et libraire.

## Biographie
Membre du comité du Syndicat des écrivains, ami de Guy Tristan, Roland Topor, André Ruellan, Roman Polanski, Jean By, Tristan Maya est également membre de l'Académie du Morvan.
Marié, quatre enfants, il exerçait le métier de libraire à Orléans rue Jeanne-d'Arc. Il avait une maison à Chagny, en Saône-et-Loire, où il aimait venir se ressourcer. Il est enterré à Orléans.
En vers libres et en prose, il compose des poèmes cocasses, provocants. Alfred Jarry, Max Jacob et Jacques Prevert sont ses maitres. Il a publié de nombreux recueils, notamment: Vers trop verts (1947), Fiasco (1953), L'œil fondant (1957), Spectacle gratuit (1961). Libraire a Orléans, il a fondé, à Paris, le prix de L'humour noir, décerné chaque année à un écrivain, un dessinateur et un metteur en scène de cinéma.
Il était membre du comité de rédaction de la revue Le Bayou.

## Œuvre

### Poésie
- Vers trop verts, Éditions de la Revue Mécène, 1947
- Morceaux choisis, suivis des poèmes à Ré, Éditions Vent Debout, 1948
- Fiasco, Éditions Pierre Seghers, 1953
- Amour noir, Éditions Temps Mêlés, 1955
- Commerces, poèmes, 1955
- L'Œil fondant, La Torse, Imp. Suzie David, In-8°, 1957
- « Gerces », in : Jean Gaudry, Poètes présents, Imp. P.J. Oswal, 1957
- Florilège d'Amour, 1959
- Fiasco, réédition ; préface de Roger Rabiniaux, couverture et illustrations de Pierre Barret, portrait de Jacky-Louis Breton, Éditions Jean Grassin, 1960, 24p.
- Aux mauvaises langues, Éditions Guy Chambelland, 1960
- Spectacle gratuit, couverture illustré d'un dessin de Siné, portrait de l'auteur par Jacques Deschamps, Dijon, Éditions Chambellan, in-12°, 1961
- 13 poèmes express, portrait par Jeanne Champillou, 12 feuillets non paginés, sous couverture carton, Dijon, Éditions Chambellan, 1961
- Pour une date, un seul amour, avec un portrait par Roger Toulouse. Orléans, Jean-Jacques Sergent, 1969
- Éléments pour un poème, Paris, Éditions Saint-Germain-des-Prés, 1972, 20p.
- Les Quat'saisons, Art et Poésie, 1975, 28p.
- La lune mange le violet, illustration de couverture par Roger Testu, Éditions Panorama Suisse, 1980
- Commerce

### Romans, études et critique littéraire
- « Situation actuelle de l'Épiphanisme », in Le Bayon, 19e année, no 61, printemps 1955
- Chants mêlés : Anthologie permanente, Imprimerie Industrielle, 1960
- Henri Perruchot et le destin humain, 1963
- Henri Perruchot, l'Œuvre et l'Homme, en collaboration avec Julien Vandiest et José Vial, Éditions Les Débats, 1963, 42p.
- Anthologie de l'humour noir, publication du Manifeste jeune littérature, no 7, illustration de couverture par Roland Topor, Éditions J.L. Klotz, 1964
- « D'un essai de définition de l'humour noir », in Synthèses, 19e année, nos 217-218, juin-juillet 1964
- Le pain complet, Éditions C.E.L.F., 1965
- Liliane est au lycée, La Table Ronde, 1967, 190p.
- Les Chefs-d'œuvre de l'humour noir, en collaboration avec Jacques Sternberg
- Chef-d'œuvre de l'humour noir, 1970
- Les Maires de la ville d'Arnay-le-Duc, 1596-1867, [étude historique et généalogique  d'Albert Albrier], réimpression de l'édition de 1868, revue et corrigée par Tristan Maya, Paris, Éditions Guénégaud, 1983, 95p.
- X. F. humoriste noir, blanc de visage, collection dirigée par Jean-Pierre Brésillon, Saint-Seine-l'Abbaye, Éditions Michaut, 1984
- Voyage d'agrément de Beaune à Autun, avec Xavier Forneret, Éditions Saint-Seine-l'Abbaye, 1984, 28 p.  (ISBN 2867010403)
- Jean Genet l'admirable insoumis
- Georges Bataille au quotidien (plaquette tirée à part, sans mention d'éditeur) 1956-1962, « Le Cerf volant », XLIV, 1994
- Coups de griffes, Paris, Jean Grassin, 1994 (tirage à part de la revue Séquences n°36)
- Ponctuer, à son avantage
- « Art et Destin », in Le Morvandiau de Paris, 1997, [étude sur l'œuvre et la vie d'Henri Perruchot]

### Préface
- Jean C. Didier, De banale existence, poèmes, couverture de J. Henrissat, 1956
- Isidore Bernhart, Le Graal est au bout du quai, nouvelles, Lausanne, 1959
- Antoine Demeaux, À l'écoute du bois, chez l'auteur, 1969, 104p.
- B. Meriau, Hier Orléans, à travers les cartes postales de la Belle Époque, Blois, Éditions Patrick Levaye, 1974
- collectif, L'Âne mort où la femme guillotinée, collection Bibliothèque Excentrique, Éditions Marabout, 1974
- Henry Demay, Permis d'inhumer
- Jean Gaudry, La Pompe à sang , Grassin éditeur, 1993

## Cofondation de prix littéraire
- 1954 : fondateur du prix de l'Humour noir, avec trois lauréats chaque année. Remise du prix une fois par an au Café Procope à Paris ;
- 1954 : prix Xavier Forneret, membre du jury ;
- 1957 : prix Granville, récompensant un dessinateur humoristique ;
- prix Littéraire du Morvan.

## Récompenses et distinctions

### Prix littéraires
- 1962 : lauréat de la Société des gens de lettres ;
- 1971 : prix Amic de l'Académie française pour la revue "Le Cep burgonde" ;
- 1972 : lauréat de l'Académie française ;
- Fondation Tristan Maya : Société des auteurs de Bourgogne, décerne le prix Gustave Gasser.

### Décorations
- Chevalier de l'ordre national du Mérite ;
- Officier de l'ordre des Arts et des Lettres ;
- officier de l'ordre du Clou ;